# Amanikhareqerem
Amanikhareqerem là một vị Vua của Kush trị vì vào khoảng thế kỷ thứ 2 CN  hoặc có thể sớm hơn.
Cho tới gần đây, chúng ta chưa biết được nhiều về Amanikhareqerem. Tên của ông chỉ xuất hiện trên hai bức tượng hình cừu đực và một hiện vật được tìm thấy ở Napata.
Welsby đặt Amanikhareqerem tiếp sau triều đại của Aritenyesbokhe và trước Teritedakhatey.
Trong những năm gần đây, những cuộc khai quật mới tại Naqa đã cung cấp thêm nhiều bằng chứng về ông. Năm 1998, một huy chương bằng đá sa thạch với tên của ông đã được tìm thấy và gần đây một đồ trang trí cho đền thờ với tên của ông đã được khai quật tại cùng địa điểm. Chứng cứ mới này chỉ ra một niên đại dành cho vị vua trên là vào thế kỷ thứ 1 CN và không phải là vào thế kỷ thứ 2 CN như trước kia từng nghĩ.